# Heinrich Behmann
Heinrich Behmann (Bremen-Aumund 10 de gener de 1891 - Bremen-Aumund 3 de febrer de 1970) va ser un matemàtic  alemany. Va realitzar la recerca en el camp de la teoria de grup i la lògica de predicats.
Behmann estudiar matemàtiques a la Tübingen, Leipzig i Göttingen. Durant la Primera Guerra Mundial, va ser ferit i va rebre el  Creu de Ferro de segona classe. David Hilbert va supervisar la preparació de la seva tesi doctoral, Die Antinomie der transfiniten Zahl ind ihre Auflösung durch die Theorie und von Russell Whitehead. El 1922 Behmann demostrat que el càlcul de predicat és decidible. El 1938 va obtenir una càtedra de matemàtiques a Halle-Wittenberg. El 1945 va ser acomiadat per haver estat membre del partit nazi.